# Wilhelm Kiesselbach (Schriftsteller)
Wilhelm Kiesselbach (* 13. November 1824 in Bremen; † 19. Juni 1872 ebenda) war ein deutscher Journalist und Schriftsteller.

## Leben
Wilhelm Kiesselbach war der Sohn eines Advokaten und Syndikus des Kollegiums der Älterleute der Bremischen Kaufmannschaft. Nach dem Besuch der Gymnasien in Bremen und Detmold studierte er Rechtswissenschaften, später Politik, Staatswissenschaften und Volkswirtschaft in Bonn und Heidelberg. Während seines Studiums wurde er 1844 Mitglied der Burschenschaft Fridericia Bonn. 1848 absolvierte er ein Jahr als Volontär als Attaché des hanseatischen diplomatischen Geschäftsträgers in Konstantinopel. Er wurde zum Dr. phil. promoviert. Er lernte Karl Ludwig von Bruck kennen, mit dem er viele Jahre politisch zusammenarbeitete und der ihn in seinem schriftstellerischen Wirken beeinflusste. Ludwig Häusser brachte ihn 1848 zur Deutschen Zeitung, wo Kiesselbach den handelspolitischen Teil in Heidelberg bearbeitete und später leitender Redakteur der Zeitung in Frankfurt am Main wurde. Er zog sich jedoch um 1848/49 aus dieser Tätigkeit zurück, um wissenschaftliche Studien in Heidelberg durchzuführen. 1849 wurde er Redakteur der Augsburger Allgemeinen Zeitung. Er war ein Vertreter einer Zollunion in Europa und trat für die Schaffung einer österreichisch-deutschen Zoll- und Handelsunion ein. 1850 war er Mitgründer des Vereins deutscher Fabrikanten in Frankfurt am Main. 1852 wurde er Privatdozent für Volkswirtschaft in Heidelberg. 1859 gehörte er dem Festkomitee zum Schillerfest in Bremen an, wo er eine Festrede hielt. 1859 wurde er Mitglied des Deutschen Nationalvereins, bei dessen Wochenzeitung er als Redakteur arbeitete.
Er war der Onkel von Wilhelm Kiesselbach.

## Veröffentlichungen (Auswahl)
- Die Continentalsperre in ihrer ökonomisch-politischen Bedeutung. Ein Beitrag zur Handelsgeschichte. Stuttgart, Tübingen 1850.
- Einleitung in die europäische Handelsgeschichte. Ulm 1852.
- Die Hansestädte und das südwestliche Deutschland. Heidelberg 1854.
- Der Gang des Welthandels im Mittelalter. Stuttgart 1860.
- Sozialpolitische Studien. Stuttgart 1862.
- Der amerikanische Federalist. Politische Studien für die deutsche Gegenwart. Bremen 1864.